# Угорщина на літніх Олімпійських іграх 2024
Угорщину на літніх Олімпійських іграх 2024 представляли сто сімдесят вісім спортсменів у двадцяти видах спорту.

## Медалісти
| Медаль | Ім'я                                                    | Вид спорту                      | Дисципліна                                | Дата      |
| ------ | ------------------------------------------------------- | ------------------------------- | ----------------------------------------- | --------- |
| 1      | Хуберт Кош                                              | Плавання                        | 200 метрів на спині (чоловіки)            | 1 серпня  |
| 1      | Тібор Андрашфі Мате Тамаш Кох Ґерґей Шіклоші Давід Надь | Фехтування                      | командна шпага (чоловіки)                 | 2 серпня  |
| 1      | Кріштоф Мілак                                           | Плавання                        | 100 метрів батерфляєм (чоловіки)          | 3 серпня  |
| 1      | Кріштоф Рашовскі                                        | Плавання                        | марафон 10 кілометрів (чоловіки)          | 9 серпня  |
| 1      | Вівіана Мартон                                          | Тхеквондо                       | до 67 кг (жінки)                          | 9 серпня  |
| 1      | Мішель Гуйяш                                            | Сучасне п'ятиборство            | індивідуальна першість (жінки)            | 11 серпня |
| 2      | Кріштоф Мілак                                           | Плавання                        | 200 метрів батерфляєм (чоловіки)          | 31 липня  |
| 2      | Чанад Гемеші Крістіан Рабб Андраш Сатмарі Арон Сіладьї  | Фехтування                      | командна шабля (чоловіки)                 | 31 липня  |
| 2      | Бенце Халас                                             | Легка атлетика                  | метання молота (чоловіки)                 | 4 серпня  |
| 2      | Тамара Чіпеш Аліда Дора Ґажо                            | Веслування на байдарках і каное | байдарки-двійки, 500 метрів (жінки)       | 9 серпня  |
| 2      | Бенце Надаш Шандор Тотка                                | Веслування на байдарках і каное | байдарки-двійки, 500 метрів (чоловіки)    | 9 серпня  |
| 2      | Тамара Чіпеш                                            | Веслування на байдарках і каное | байдарки-одиночки, 500 метрів (жінки)     | 10 серпня |
| 2      | Адам Варга                                              | Веслування на байдарках і каное | байдарки-одиночки, 1000 метрів (чоловіки) | 10 серпня |
| 3      | Естер Мухарі                                            | Фехтування                      | індивідуальна шпага (жінки)               | 27 липня  |
| 3      | Вероніка Майор                                          | Стрільба                        | пістолет, 25 метрів (жінки)               | 3 серпня  |
| 3      | Тамара Чіпеш Сара Фойт Аліда Дора Ґажо Ноемі Пупп       | Веслування на байдарках і каное | байдарки-четвірки, 500 метрів (жінки)     | 8 серпня  |
| 3      | Давід Бетлехем                                          | Плавання                        | марафон 10 кілометрів (чоловіки)          | 9 серпня  |
| 3      | Сара Фойт Ноемі Пупп                                    | Веслування на байдарках і каное | байдарки-двійки, 500 метрів (жінки)       | 9 серпня  |
| 3      | Балінт Копас                                            | Веслування на байдарках і каное | байдарки-одиночки, 1000 метрів (чоловіки) | 10 серпня |

| Вид спорту                      | 1 | 2 | 3 | Загалом |
| Плавання                        | 3 | 1 | 1 | 5       |
| Фехтування                      | 1 | 1 | 1 | 3       |
| Тхеквондо                       | 1 | 0 | 0 | 1       |
| Сучасне п'ятиборство            | 1 | 0 | 0 | 1       |
| Веслування на байдарках і каное | 0 | 4 | 3 | 7       |
| Легка атлетика                  | 0 | 1 | 0 | 1       |
| Стрільба                        | 0 | 0 | 1 | 1       |
| Загалом                         | 6 | 7 | 6 | 19      |

| Медалі за статтю | Медалі за статтю | Медалі за статтю | Медалі за статтю | Медалі за статтю |
| ---------------- | ---------------- | ---------------- | ---------------- | ---------------- |
| Стать            | 1                | 2                | 3                | Загалом          |
| жінки            | 2                | 2                | 4                | 8                |
| Чоловіки         | 4                | 5                | 2                | 11               |
| змішані          | 0                | 0                | 0                | 0                |
| Загалом          | 6                | 7                | 6                | 19               |

| Медалі за днями | Медалі за днями | Медалі за днями | Медалі за днями | Медалі за днями | Медалі за днями |
| --------------- | --------------- | --------------- | --------------- | --------------- | --------------- |
| Дата            | 1               | 2               | 3               | Загалом         |                 |
| 27 липня        | 0               | 0               | 1               | 1               |                 |
| 31 липня        | 0               | 2               | 0               | 2               |                 |
| 1 серпня        | 1               | 0               | 0               | 1               |                 |
| 2 серпня        | 1               | 0               | 0               | 1               |                 |
| 3 серпня        | 1               | 0               | 1               | 2               |                 |
| 4 серпня        | 0               | 1               | 0               | 1               |                 |
| 8 серпня        | 0               | 0               | 1               | 1               |                 |
| 9 серпня        | 2               | 2               | 2               | 6               |                 |
| 10 серпня       | 0               | 2               | 1               | 3               |                 |
| 11 серпня       | 1               | 0               | 0               | 1               |                 |
| Загалом         | 6               | 7               | 6               | 19              |                 |

| Багаторазові медалісти | Багаторазові медалісти          | Багаторазові медалісти | Багаторазові медалісти | Багаторазові медалісти | Багаторазові медалісти | Багаторазові медалісти |
| ---------------------- | ------------------------------- | ---------------------- | ---------------------- | ---------------------- | ---------------------- | ---------------------- |
| Ім'я                   | Вид спорту                      | 1                      | 2                      | 3                      | Загалом                |                        |
| Тамара Чіпеш           | Веслування на байдарках і каное | 0                      | 2                      | 1                      | 3                      |                        |
| Кріштоф Мілак          | Плавання                        | 1                      | 1                      | 0                      | 2                      |                        |
| Аліда Дора Ґажо        | Веслування на байдарках і каное | 0                      | 1                      | 1                      | 2                      |                        |
| Сара Фойт              | Веслування на байдарках і каное | 0                      | 0                      | 2                      | 2                      |                        |
| Ноемі Пупп             | Веслування на байдарках і каное | 0                      | 0                      | 2                      | 2                      |                        |